# Miniera Terre Verdi
Miniera Terre Verdi è un giacimento di celadonite situato nel comune di Brentonico, in provincia di Trento in Trentino-Alto Adige, nella Valle Aviana, una zona montuosa (1.200m slm) limitata dai versanti del Trét di Avio e dei Pianéti di Brentonico.
La scoperta e l'estrazione della celadonite in Valle Aviana avvenne sul finire del Cinquecento; l'ampio sfruttamento e la commercializzazione di questo colorante minerale incise sull'economia e la società di questo territorio andando a plasmarne l'identità.
In passato la Valle rappresentava un punto nevralgico per svariate attività: dalla raccolta della legna, all'estrazione del carbone, dalla raccolta di erbe a scopo medicinale, fino alla ricerca della Terra Verde, chiamata anche verde di Verona, verde del monte Baldo, verde di Brentonico, clorite, veronite e baldogea, ovvero pietra del monte Baldo.
Chi si reca in Valle Aviana in epoca contemporanea lo fa spesso per visitare l'altopiano di Brentonico, che è protetto dal Parco Naturale Locale Monte Baldo; si tratta di un territorio boschivo, ricco di malghe e di proposte per sport all'aria aperta.

## Geologia
La celadonite è un minerale fillosilicato del gruppo delle miche il cui colore varia dal grigio-verde opaco al verde scuro-bluastro; questo minerale nasce dalla disgregazione e risedimentazione in ambienti marini idrotermali, caratterizzati cioè dal flusso di acqua calda a getto elevate di elementi basaltici vulcanici.
La celadonite è resistente all'aria e all'acqua, proprietà che, insieme alla sua consistenza "grassa", hanno fatto si che venisse particolarmente apprezzata in ambito pittorico.

## Storia
Da analisi mineralogiche in microspettigrafia infrarossa risulta che la celadonite era conosciuta e utilizzata già in epoca romana; il museo civico di Rovereto ha infatti analizzato dei campioni di materiale prelevato da affreschi della villa romana di Isera del I secolo ed è emerso che furono prelevati dalla zona dal monte Baldo.
La prima testimonianza scritta relativa alla celadonite è da attribuirsi al medico e naturalista toscano Michele Mercati che nella seconda metà del Cinquecento la descrisse nella sua Metallotheca Vaticana nell'armadio I (o delle Terre) come “Creta viridis, acris, lapidosa, ex Agro Veronensi”.
Il commercio della Terra Verde in Val Aviana è testimoniata da documenti come l'investitura concessa da Leopoldo III e dal principe vescovo tridentino nel 1668 in favore della famiglia Eccheli, posseditrice delle due miniere più grandi e redditizie sulla destra e sulla sinistra dell'Aviana. Fu appunto con il fortunato commercio di quelle terre che gli Eccheli fecero la loro fortuna; tuttavia non fu l'unica famiglia del luogo a trarne vantaggio, infatti anche alcuni nuclei contadini prestavano manodopera o acquistavano il diritto all'estrazione, lavoro che li occupava soprattutto durante la stagione invernale in cui le consuete attività agro-silvo pastorali diminuivano.
L'epoca di maggior diffusione del minerale si ebbe appunto tra Seicento e Settecento quando, oltre che per realizzare fondi neutri sulle tele da dipingere a olio per dare contrasto in chiaroscuro agli incarnati e in generale per la pittura ad affresco, venne utilizzato come pigmento decorativo nei palazzi nobiliari.
La fortuna della celadonite crebbe al punto che venne esportata in diversi paesi europei e in America.
Le cave e le miniere hanno inciso sull'economia e sulla società e fanno quindi parte del patrimonio storico e dell'identità di questo luogo.
Il declino e la chiusura delle miniere che estraevano il minerale verde arrivò con l'avvento della moderna industria dei coloranti sintetici nel dopoguerra.